# Bayron Saavedra
Bayron Antonio Saavedra Navarro (Santiago, Chile, 6 de julio de 1997) es un futbolista chileno que juega de defensa y su actual club es Desportiva Potiguar del Campeonato Brasileño de Serie D.

## Trayectoria
Producto de las divisiones inferiores de Palestino, debutó en el primer equipo en un partido ante Universidad de Concepción el 29 de mayo de 2014, válido por la Copa Chile 2014-15.
En febrero de 2019, fue anunciado como nuevo jugador de AC Barnechea de la Primera B chilena. En 2020, fue refuerzo de Coquimbo Unido, donde formó parte de la notable campaña del cuadro filibustero en la Copa Sudamericana. Tras formar parte del plantel que se coronó campeón del torneo de Primera B 2021, en julio de 2022 es anunciado como nuevo jugador del Rodelindo Román de la Segunda División chilena.

## Selección nacional

### Selecciones menores
Integró por la selección chilena sub-20 en el Torneo de L'Alcúdia durante 2015,  coronándose campeón del torneo luego de que el combinado chileno derrotara al Atlético de Madrid por 1 a 0 en la final del certamen.

## Clubes
| Club                | País   | Año       |
| ------------------- | ------ | --------- |
| Palestino           | Chile  | 2014-2018 |
| Barnechea           | Chile  | 2019      |
| Coquimbo Unido      | Chile  | 2020-2021 |
| Rodelindo Román     | Chile  | 2022      |
| Deportes Linares    | Chile  | 2023      |
| Desportiva Potiguar | Brasil | 2025-Act. |

## Palmarés

### Campeonatos nacionales
| Título     | Equipo         | País  | Año  |
| ---------- | -------------- | ----- | ---- |
| Copa Chile | Palestino      | Chile | 2018 |
| Primera B  | Coquimbo Unido | Chile | 2021 |